# 周环反应
化学反应中，能形成环状过渡态的协同反应统称为周环反应。协同反应是一种基元反应，其含义是反应过程中，若有两个或两个以上的化学键破裂和形成时，都必须相互协调地在同一步骤内完成。因此，周环反应遵循微观可逆性原理。
周环反应具有如下的特点：
1. 反应过程中没有自由基或离子这一类活性中间体产生。
2. 反应速率极少受溶剂极性和酸、碱催化剂的影响，也不受自由基引发剂和抑制剂的影响。
3. 反应条件一般只需要加热或光照，而且在加热条件下得到的产物和在光照条件下得到的产物具有不同的立体选择性，是高度空间定向反应。

有机化学家伍德沃德在进行维生素B12全合成时，意外地发现电环化反应在加热和光照条件下具有不同的立体选向性，并因此和量子化学家罗德·霍夫曼一起提出分子轨道对称守恒原理来解释这类反应的进程。该原理认为：化学反应是分子轨道进行重新组合的过程，在一个协同反应中，分子轨道的对称性是守恒的，即由原料到产物，轨道的对称性始终不变，因为只有这样才能用最低的能量形成反应中的过渡态。因此分子轨道的对称性控制着整个反应的进程。
分子轨道对称守恒原理运用前线轨道理论和能级相关理论来分析周环反应，并取得成功。而芳香过渡态理论从另一个角度来分析协同反应的进程，也基本可以得到一致的结论。
周环反应的主要类型：
- 电环化反应
- 环加成反应
- σ迁移反应
- 基团转移聚合反应
- 螯变反应